# Royal Flight
Royal Flight (Russisch: АО «Авиакомпания «Роял Флайт»), vroeger bekend onder de naam Abakan-Avia (Russisch: ЗАО «Авиакомпания «Абакан-Авиа») is een Russische luchtvaartmaatschappij met haar hoofdzetel in Abakan. Zij voert passagiers- en vrachtvluchten uit op charterbasis en verzorgt vakantievluchten naar Bulgarije, Egypte, India, Indonesië, Macau, Maldiven, Sri Lanka, Taiwan, Thailand, Turkije, de Verenigde Arabische Emiraten en Vietnam. De hubs zijn: Luchthaven Abakan

## Geschiedenis
Abakan Avia is opgericht in 1992 en werd in 1999 een onderdeel van de Sobol handelsmaatschappij. Een beoogde fusie met Rus Air in 2002 ging niet door. In juli 2014 is de maatschappij overgenomen door de Russische reisorganisatie Coral Travel en is op 11 juli 2014 omgedoopt naar Royal Flight. 

## Diensten
Royal Flight voert geen geregelde lijnvluchten uit.

## Vloot
De vloot van Royal Flight bestaat uit: (augustus 2017)
- 1 Boeing 737
- 6 Boeing 757
- 3 Boeing 767
- 1 Boeing 777 (2 besteld van Emirates)